# José María Peris Polo
José María Peris Polo (Cinctorres, Els Ports, 1 de novembre de 1889 - 15 d'agost de 1936) va ser un religiós, clergue catòlic, organista, compositor i director de cor valencià.
Va estudiar en el Col·legi de Sant Josep de Tortosa, regentat per la Germandat de Sacerdots Operaris Diocesans, on ingressà el 1901, amb onze anys. L'octubre de 1912 va ingressar en aquesta Germanor. Va rebre el subdiaconat el dia 17 de maig de 1913. El 19 de desembre de 1913 va ser ordenat diaca. I el 6 de juny de 1914 fou ordenat sacerdot. Va exercir en el Col·legi de Vocacions Eclesiàstiques de Tortosa durant catorze anys, i després com a rector del seminari de Còrdova entre 1926 i l'estiu del 1932, i del Seminari de Barcelona a partir de 1933. L'1 de juliol de 1914 va ser enviat a València per perfeccionar els seus estudis de música sota la direcció del mestre de capella, musicòleg i compositor Vicent Ripollès Pérez.
En començar la guerra va marxar al seu poble, refugiant-se a casa del seu germà Daniel, president local de la Comunió Tradicionalista. El 13 d'agost es van presentar uns milicians per detenir-los. Daniel va aconseguir fugir, però no així José María, que dos dies més tard, el 15 d'agost, va ser capturat i conduït a Almassora, a la Plana Alta. A les tàpies del cementiri d'aquesta població va ser assassinat la matinada del dia de l'Assumpció de 1936, amb quaranta-sis anys.
El papa Joan Pau II, el va beatificar l'1 d'octubre de 1995 al costat d'altres vuit sacerdots de la Societat de Sacerdots Operaris Diocesans, tots rectors i mestres en Seminaris.